# Funaria rottleri
Funaria rottleri là một loài Rêu trong họ Funariaceae. Loài này được (Schwägr.) Broth. mô tả khoa học đầu tiên năm 1903.